# Anillo de Policrates
El Anillo de Policrates o en portugués O Anel de Policrates (1896) es un poema dramático en cuatro actos de Eugénio de Castro, considerada una gran composición literaria.
Cuenta la historia de un tirano que lanzó un anillo con el sello de Salomón al mar, pero este volvió a sus manos por las entrañas de un pez.